# Baldomera Larra Wetoret
Baldomera Larra Wetoret (Madrid, 1835 - l'Havana, Cuba, 1915), filla de l'escriptor espanyol Mariano José de Larra i coneguda per ser l'autora d'un des primers fraus piramidals que es té documentat.

## Biografia
Mariano José de Larra i Josefa Wetoret es van casar el 14 d'agost de 1829. El matrimoni va ser un fracàs i es van separar pocs anys després. Van tenir tres fills: Luis Mariano de Larra (que va ser un famós llibretista de sarsueles, com El barberillo de Lavapiés), Adela i Baldomera, que tenien quatre i dos anys, respectivament, quan Larra se suïcidà el 1837.
Baldomera es va casar amb Carlos Montemar y Moraleda, metge de la Casa Reial i la seva germana Adela, va tenir relació amb el rei Amadeu de Savoia. Quan el marit de Baldomera, afrancesat, va haver de fugir per l'arribada d'Alfons XII, va deixar Baldomera i fills en una situació precària. Això va fer que ella va haver d'acudir a prestadors, als quals pagava un elevat interès. Aquest va poder ser l'origen de la seva idea i va iniciar un negoci de préstecs.

## Pionera de les estafes piramidals
Ràpidament va córrer per Madrid la fama del seu negoci. Cada vegada atreia més clients, per la qual cosa va fundar la Caixa d'Imposicions, enfront de la qual es formaven llargues cues. Operava a la vista de tots pagant un trenta per cent mensual, amb els diners que li donaven els nous impositors. Tot això va passar en els anys setanta del segle xix. Segons un informe de l'ambaixada dels Estats Units «L'efecte per a les classes més baixes i pobres és desastrós; els obrers deixen de treballar i dipositen els seus petits estalvis d'anys amb Dona Baldomera, i viuen temeràriament amb l'interès rebut. A Toledo i altres províncies, petits propietaris venen la terra i el bestiar i la recaptació acaba a les arques de «la senyora». S'estima que va arribar a recaptar 22 milions de rals. L'escriptor Juan Eduardo Zúñiga xifra el nombre d'afectats en 5.000.
La seva fama traspassà fronteres, com ho demostren diaris d'aleshores com Le Figaro de París i L'Independance Belge de Brussel·les. L'ambaixada dels Estats Units a Madrid va enviar un informe al Congrès sobre aquest frau el 8 de novembre de 1876 amb un advertiment «perquè tal concepte de frau és massa enginyós i portador d'èxit, perquè no pogués no creuar l'oceà Atlàntic cap als estats hispaonoamericans, o potser, també al nostre».

## Fuga i detenció
Baldomera, que en els seus inicis de prestador alguns agraïts van anomenar la «mare dels pobres», era més coneguda com La Patillas, pels dos tirabuixons que lluïa enganxats a les orelles. Si li preguntaven en què consistia el seu negoci contestava: «És tan simple com l'ou de Colom». Si li deien quina era la garantia de la Caixa d'imposicions en cas de fallida, contestava: «Garantia?, una sola: llençar-se del viaducte», que des de llavors és triat per alguns suïcides.
La fallida li va sobrevenir al desembre de 1876. Llavors va desaparèixer amb tots els diners que va poder. Dos anys després es va saber que vivia amb una identitat falsa a Auteuil (França). Es va demanar la seva detenció i extradició. Una vegada a Espanya, es va celebrar un judici. Va adduir en la seva defensa que se'n va anar perquè va acabar amb menys ingressos que pagaments per culpa de les informacions negatives contra ella de la premsa.
La sentència fou portada d'El Imparcial i de La Época el 26 de maig de 1879. Va ser condemnada a sis anys de presó. Els seus col·laboradors van ser absolts. Baldomera ho seria poc després, gràcies a una campanya de recollida de signatures, on van participar des de gent senzilla fins a aristòcrates. Mostra de la seva popularitat són les cançons de l'època com El gran camelo i Doña Baldomera.
Del que va passar després de la seva sortida de la presó hi ha diverses versions: Que va viure amb el seu germà Luis Mariano; que se'n va anar a Cuba amb el seu marit; que se'n va anar a Buenos Aires i hi va morir.

## Esquema Ponzi
El seu mètode és un forma de frau que posteriorment va rebre el nom d'«esquema Ponzi», batejat així per Carlo Ponzi, que després de sortir de la presó va fer-se l'assessor financer de Mussolini i a qui molts atribueixen erròniament ser l'inventor de l'estafa piramidal. Baldomera Larra el va precedir, però tampoc no n'era l'inventora, hi ha hagut antecedents similars a Itàlia. L'informe de l'ambaixada dels Estats Units del 1879 sobre l'afer diu: «Per descomptat, és clar i evident que es tracta de frau. El mateix ja s'ha produït a Itàlia. El ‘banc’ continua bé sempre que els dipòsits augmentin en una proporció tal que els ingressos d'un mes cobreixin els interessos i el capital dels anteriors. Però aviat s'ha d'arribar al límit d'aquesta progressió que creix ràpidament i, com a Itàlia, el ‘banc’ ha de tancar les portes». William Miller ja va fer una estafa piramidal el 1899. Després vindrien els casos de Gescartera (2001), Patrick Bennett (1996), Haligiannis (2005), SOFICO (1974), Fidecaya (1982), Banesto (1993), Fórum Filatélico, Afinsa i l'entramat financer de Bernard Madoff, entre d'altres.